# Gazzetta Sports Award
Die Gazzetta Sports Awards bzw. das Referendum Gazzetta sind Umfragen, die jährlich von der italienischen Sport-Tageszeitung La Gazzetta dello Sport durchgeführt werden und die besten Sportler des ablaufenden Kalenderjahres küren.

## Organisation
Bei den Gazzetta Sports Awards werden seit 2015 die besten italienischen Sportler in acht Kategorien ermittelt, wobei Männer, Frauen, Trainer und Mannschaften in separaten Rubriken ausgezeichnet werden. Zwischen 1978 und 2014 wurden italienische Sportler und Weltsportler in jeweils drei Kategorien (Männer, Frauen und Mannschaften) durch das Referendum Gazzetta zu Siegern gekürt. Mit Einführung der Gazzetta Sports Awards ermittelt das Referendum Gazzetta nur noch die Weltsportler des Jahres. Die Ergebnisse werden in der Regel im Dezember während einer Gala in Mailand (Gazzetta Sports Awards) bzw. wurden in der Vergangenheit nach Weihnachten in einem Sonderheft (Referendum Gazzetta) bekanntgegeben.
Die Ermittlung der Sieger findet bei den Gazzetta Sports Awards in einem mehrstufigen Verfahren statt. Die Zeitungsredaktion nominiert zuerst in den acht Kategorien jeweils zehn Kandidaten, über die die Leser bis Anfang Dezember per Internet abstimmen können. In einer nachfolgenden zweiten Online-Publikumsabstimmung stehen die drei bestplatzierten Sportler in jeder Kategorie zur Auswahl. Die Gewinner werden danach von einer Expertenjury gekürt, die die Ergebnisse der Internetabstimmung in ihre Entscheidungen miteinbezieht. Die Preisverleihung findet als Fernsehgala in Mailand statt. Die Sieger der Gazzetta Sports Awards erhalten sonderangefertigte Diamant-Goldringe des italienischen Schmuckherstellers Damiani.

## Geschichte
Das Referendum Gazzetta entstand laut Angaben der Zeitung „aus Spaß“ in den Redaktionsräumen, als das Blatt von Gino „Gipa“ Palumbo geführt wurde (andere nennen Palumbo als Initiator). Die Diskussion über die Kandidatenliste für die Kategorien zu Italiens Sportler des Jahres („Uomini Italia“), Sportlerin des Jahres („Donne Italia“), Mannschaft des Jahres („Squadre Italia“) sowie Weltsportler („Uomini mondo“), Weltsportlerin („Donne mondo“) und Weltmannschaft („Squadre mondo“) begann ab Herbst, während der Abstimmungsprozess als sehr „komplex“ beschrieben wird. In späteren Jahren standen zehn Sportler und Mannschaften je Kategorie zur Auswahl. Im Wahldurchgang votierte jeder Journalist der La Gazzetta dello Sport für seine drei favorisierten Sportler bzw. Mannschaften absteigend mit drei, zwei oder einem Punkt. Die Sportler und Mannschaften, die die meisten Punkte auf sich vereinen können, haben die Wahl gewonnen. Veröffentlicht werden die Ergebnisse der fünf am besten platzierten Sportler bzw. Mannschaften.

## Italiens Sportler des Jahres

### Gazzetta Sports Awards (seit 2015)
Sportler des Jahres („Uomo dell’anno“)
- 2015: Gregorio Paltrinieri (Schwimmen)
- 2016: Gregorio Paltrinieri (Schwimmen)
- 2017: Gianluigi Buffon (Fußball)
- 2018: Filippo Tortu (Leichtathletik)
- 2019: Roberto Mancini (Fußball)
- 2020: Ciro Immobile (Fußball)
- 2021: Marcell Jacobs (Leichtathletik)
- 2022: Marcell Jacobs (Leichtathletik)
- 2023: Gianmarco Tamberi (Leichtathletik)
- 2024: Jannik Sinner (Tennis)

Sportlerin des Jahres („Donna dell’anno“)
- 2015: Flavia Pennetta (Tennis)
- 2016: Tania Cagnotto (Wasserspringen)
- 2017: Sofia Goggia (Ski Alpin)
- 2018: Sofia Goggia (Ski Alpin)
- 2019: Federica Pellegrini (Schwimmen)
- 2020: Federica Brignone (Ski Alpin)
- 2021: Antonella Palmisano (Leichtathletik)
- 2022: Benedetta Pilato (Schwimmen)
- 2023: Sofia Raffaeli (Rhythmische Sportgymnastik)
- 2024: Alice D’Amato (Turnen)

Mannschaft des Jahres („Squadra dell’anno“)
- 2015: Juventus Turin (Fußball)
- 2016: Volleyballnationalmannschaft der Männer
- 2017: Juventus Turin (Fußball)
- 2018: Volleyballnationalmannschaft der Männer
- 2019: Wasserballnationalmannschaft der Männer
- 2020: Atalanta Bergamo (Fußball)
- 2021: Fußballnationalmannschaft der Männer
- 2022: AC Mailand (Fußball)
- 2023: SSC Neapel (Fußball)
- 2024: Degen Olympiamannschaft der Frauen (Fechten)

Trainer des Jahres („Allenatore dell’anno“)
- 2015: Antonio Conte (Fußball)
- 2016: Claudio Ranieri (Fußball)
- 2017: Gian Piero Gasperini (Fußball)
- 2018: Massimiliano Allegri (Fußball)
- 2019: Roberto Mancini (Fußball)
- 2020: Stefano Pioli (Fußball)
- 2021: Antonio Conte (Fußball)
- 2022: Ferdinando De Giorgi (Volleyball)
- 2023: Luciano Spalletti (Fußball)
- 2024: Julio Velasco (Volleyball)

Darbietung des Jahres („Performance dell’anno“)
- 2015: Fabio Aru (Radsport)
- 2016: Niccolò Campriani (Schießen)
- 2017: Andrea Belotti (Fußball)
- 2018: Mauro Icardi (Fußball)
- 2019: Jannik Sinner (Tennis)
- 2020: Filippo Ganna (Radsport)
- 2021: Sonny Colbrelli (Radsport)
- 2022: Gregorio Paltrinieri (Schwimmen)
- 2023: Lautaro Martínez (Fußball)
- 2024: Nicolò Martinenghi (Schwimmen)

Behindertensportler/-in des Jahres („Atleta Paralimpico dell’anno“)
- 2015: Martina Caironi (Leichtathletik)
- 2016: Beatrice Vio (Fechten)
- 2017: Volleyballnationalmannschaft der Frauen
- 2018: Beatrice Vio (Fechten) und Oney Tapia (Leichtathletik)
- 2019: Simone Barlaam (Schwimmen)
- 2020: Briantea 84 Cantù (Basketball)
- 2021: Beatrice Vio (Fechten)
- 2022: Xenia Palazzo (Schwimmen)
- 2023: Ambra Sabatini (Leichtathletik)
- 2024: Stefano Raimondi (Schwimmen) und Carlotta Gilli (Schwimmen)

Leistung des Jahres („Exploit dell’anno“)
(2016 unter dem Titel Entdeckung des Jahres („Rivelazione dell’anno“) verliehen)
- 2015: Roberta Vinci (Tennis)
- 2016: Gianluigi Donnarumma (Fußball)
- 2017: Andrea Dovizioso (Motorsport)
- 2018: Elia Viviani (Radsport)
- 2019: Charles Leclerc (Motorsport)
- 2020: Jannik Sinner (Tennis)
- 2021: Nicolò Barella (Fußball)
- 2023: Francesco Bagnaia (Motorsport) und Italienische Davis-Cup-Mannschaft (Tennis)
- 2024: Atalanta Bergamo (Fußball)

Fair Play des Jahres („Fair Play dell’anno“)
(bis 2016 unter dem Titel Gentleman des Jahres („Gentleman dell’anno“) verliehen)
- 2015: Valentina Diouf (Volleyball)
- 2016: Tamara Lunger (Skibergsteigen)
- 2017: Matteo Manassero (Golf)

 Vielversprechendstes Talent des Jahres („Promesa dell’anno“)
- 2018: Francesco Bagnaia (Motorsport)
- 2019: Benedetta Pilato (Schwimmen)
- 2024: Mattia Furlani (Leichtathletik)

 Offenbarung des Jahres („Rivelazione dell’anno“)
- 2018: Simona Quadarella (Schwimmen)
- 2019: Matteo Berrettini (Tennis)
- 2020: Enea Bastianini (Motorsport) und Larissa Iapichino (Leichtathletik)
- 2021: Francesco Bagnaia (Motorsport)
- 2022: Yemaneberhan Crippa (Leichtathletik)
- 2024: Nadia Battocletti (Leichtathletik)

Legenden („Legend“)
- 2015: Valentino Rossi (Motorsport) und Alex Zanardi (Paracycling)
- 2016: Federica Pellegrini (Schwimmen) und Alberto Tomba (Ski Alpin)
- 2017: Francesco Totti (Fußball) und Alberto Contador (Radsport)
- 2018: Paolo Maldini (Fußball), Vincenzo Nibali (Radsport) und Christian Vieri (Fußball)
- 2019: Siniša Mihajlović (Fußball)
- 2020: Zlatan Ibrahimović (Fußball) und Marco Belinelli (Basketball)
- 2021: Daniele De Rossi (Fußball)
- 2022: Giacomo Agostini (Motorsport) und Zvonimir Boban (Fußball)
- 2023: Fabio Cannavaro (Fußball) und Massimiliano Rosolino (Schwimmen)
- 2024: Marcello Lippi (Fußball)

Paralympische Legenden („Legend paralimpica“)
- 2022: Beatrice Vio (Fechten)

Sonderpreis („Premio Speciale“)
- 2020: Lorenzo Sonego (Tennis)

 Emotion des Jahres („Emozione dell’anno“)
- 2021: Gianmarco Tamberi (Leichtathletik)

 Giro-d’Italia-Preis („Premio Giro d’Italia“)
- 2021: Lorenzo Fortunato (Radsport)

### Referendum Gazzetta (1978–2014)

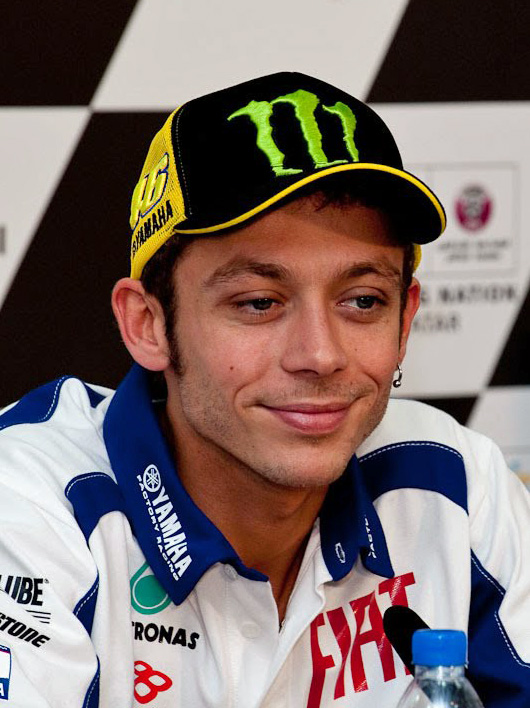
Rekordsieger: Valentino Rossi

Am häufigsten beim Referendum ausgezeichnet wurde bei den italienischen Männern der Motorradrennfahrer Valentino Rossi (fünf Siege), bei den Frauen die Florettfechterin Valentina Vezzali (sechs Siege) und bei den Mannschaften die Ruderer Carmine Abbagnale, Giuseppe Abbagnale und Giuseppe Di Capua sowie die Nationalmannschaften der Männer im Basketball, Volleyball und Wasserball (je vier Siege). Am häufigsten vertretene Sportart unter den Gewinnern war bei den Männern die Leichtathletik und der Radsport (je sieben Siege), bei den Frauen das Fechten (elf Siege) und bei den Mannschaften der Fußball (elf Siege). Mit der Wahl des Paracyclers Alex Zanardi im Jahr 2012 war einmal ein Behindertensportler siegreich.
| Jahr | Sportler des Jahres (Uomini Italia) | Sportlerin des Jahres (Donne Italia) | Mannschaft des Jahres (Squadre Italia)                                                      |
| ---- | ----------------------------------- | ------------------------------------ | ------------------------------------------------------------------------------------------- |
| 1978 | Paolo Rossi (Fußball)               | Sara Simeoni* (Leichtathletik)       | Fußballnationalmannschaft der Männer                                                        |
| 1979 | Pietro Mennea (Leichtathletik)      | Roberta Felotti (Schwimmen)          | AC Mailand (Fußball)                                                                        |
| 1980 | Pietro Mennea* (Leichtathletik)     | Sara Simeoni (Leichtathletik)        | Basketballnationalmannschaft der Männer                                                     |
| 1981 | Marco Lucchinelli (Motorsport)      | Sara Simeoni (Leichtathletik)        | Carmine Abbagnale, Giuseppe Abbagnale und Giuseppe Di Capua (Rudern)                        |
| 1982 | Giuseppe Saronni (Radsport)         | Dorina Vaccaroni (Fechten)           | Fußballnationalmannschaft der Männer*                                                       |
| 1983 | Alberto Cova (Leichtathletik)       | Dorina Vaccaroni (Fechten)           | Basketballnationalmannschaft der Männer                                                     |
| 1984 | Francesco Moser (Radsport)          | Sara Simeoni (Leichtathletik)        | Carmine Abbagnale, Giuseppe Abbagnale und Giuseppe Di Capua (Rudern)                        |
| 1985 | Alberto Cova (Leichtathletik)       | Maria Canins (Radsport)              | Juventus Turin* (Fußball)                                                                   |
| 1986 | Reinhold Messner (Alpinismus)       | Maria Canins (Radsport)              | Wasserballnationalmannschaft der Männer                                                     |
| 1987 | Francesco Panetta (Leichtathletik)  | Manuela Dalla Valle (Schwimmen)      | Tracer Milano (Basketball)                                                                  |
| 1988 | Alberto Tomba (Ski Alpin)           | Laura Fogli (Leichtathletik)         | Carmine Abbagnale, Giuseppe Abbagnale und Giuseppe Di Capua (Rudern)                        |
| 1989 | Giorgio Lamberti (Schwimmen)        | Angela Bandini (Apnoetauchen)        | AC Mailand* (Fußball)                                                                       |
| 1990 | Gianni Bugno (Radsport)             | Annarita Sidoti (Leichtathletik)     | Volleyballnationalmannschaft der Männer                                                     |
| 1991 | Gianni Bugno (Radsport)             | Giovanna Trillini (Fechten)          | Carmine Abbagnale, Giuseppe Abbagnale und Giuseppe Di Capua (Rudern)                        |
| 1992 | Alberto Tomba (Ski Alpin)           | Giovanna Trillini (Fechten)          | Wasserballnationalmannschaft der Männer                                                     |
| 1993 | Jury Chechi (Geräteturnen)          | Stefania Belmondo (Skilanglauf)      | Wasserballnationalmannschaft der Männer                                                     |
| 1994 | Alberto Tomba (Ski Alpin)           | Manuela Di Centa* (Skilanglauf)      | Maurilio De Zolt, Marco Albarello, Giorgio Vanzetta und Silvio Fauner (Skilanglauf-Staffel) |
| 1995 | Alberto Tomba (Ski Alpin)           | Fiona May (Leichtathletik)           | Volleyballnationalmannschaft der Männer*                                                    |
| 1996 | Jury Chechi (Geräteturnen)          | Deborah Compagnoni (Ski Alpin)       | Juventus Turin (Fußball)                                                                    |
| 1997 | Jury Chechi (Geräteturnen)          | Deborah Compagnoni (Ski Alpin)       | Basketballnationalmannschaft der Männer                                                     |
| 1998 | Marco Pantani* (Radsport)           | Deborah Compagnoni (Ski Alpin)       | Volleyballnationalmannschaft der Männer                                                     |
| 1999 | Fabrizio Mori (Leichtathletik)      | Stefania Belmondo (Skilanglauf)      | Basketballnationalmannschaft der Männer                                                     |
| 2000 | Domenico Fioravanti (Schwimmen)     | Valentina Vezzali (Fechten)          | Ferrari (Formel 1)                                                                          |
| 2001 | Valentino Rossi (Motorsport)        | Valentina Vezzali (Fechten)          | Ferrari* (Formel 1)                                                                         |
| 2002 | Valentino Rossi (Motorsport)        | Stefania Belmondo (Skilanglauf)      | Volleyballnationalmannschaft der Frauen                                                     |
| 2003 | Valentino Rossi (Motorsport)        | Valentina Vezzali (Fechten)          | Ferrari (Formel 1)                                                                          |
| 2004 | Stefano Baldini (Leichtathletik)    | Valentina Vezzali* (Fechten)         | Ferrari (Formel 1)                                                                          |
| 2005 | Filippo Magnini (Schwimmen)         | Valentina Vezzali (Fechten)          | Volleyballnationalmannschaft der Männer                                                     |
| 2006 | Filippo Magnini (Schwimmen)         | Vanessa Ferrari (Geräteturnen)       | Fußballnationalmannschaft der Männer*                                                       |
| 2007 | Filippo Magnini (Schwimmen)         | Valentina Vezzali (Fechten)          | AC Mailand (Fußball)                                                                        |
| 2008 | Valentino Rossi (Motorsport)        | Federica Pellegrini (Schwimmen)      | Inter Mailand (Fußball)                                                                     |
| 2009 | Valentino Rossi (Motorsport)        | Federica Pellegrini* (Schwimmen)     | Volleyballnationalmannschaft der Frauen                                                     |
| 2010 | Giuliano Razzoli (Ski Alpin)        | Francesca Schiavone (Tennis)         | Inter Mailand (Fußball)                                                                     |
| 2011 | Armin Zöggeler (Rodeln)             | Federica Pellegrini* (Schwimmen)     | Wasserballnationalmannschaft der Männer                                                     |
| 2012 | Alex Zanardi (Paracycling)          | Elisa Di Francisca (Fechten)         | Elisa Di Francisca, Arianna Errigo, Valentina Vezzali und Ilaria Salvatori (Fechten)        |
| 2013 | Vincenzo Nibali (Radsport)          | Jessica Rossi (Sportschießen)        | Juventus Turin (Fußball)                                                                    |
| 2014 | Vincenzo Nibali* (Radsport)         | Tania Cagnotto (Wasserspringen)      | Sara Errani und Roberta Vinci (Tennis)                                                      |

* = Gewinner wurde auch als Weltsportler bzw. -mannschaft ausgezeichnet.

## Weltsportler des Jahres

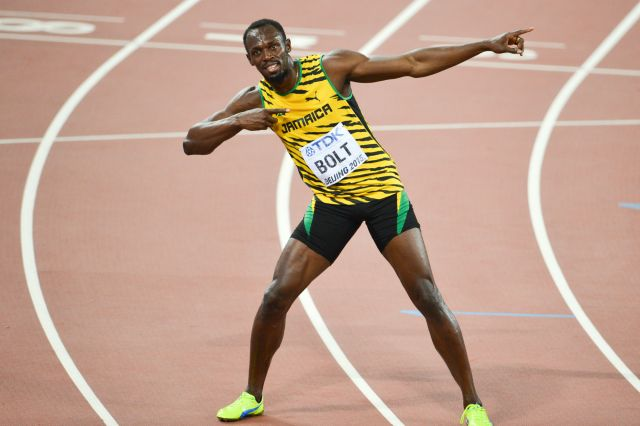
Rekordsieger bei den Männern: Usain Bolt

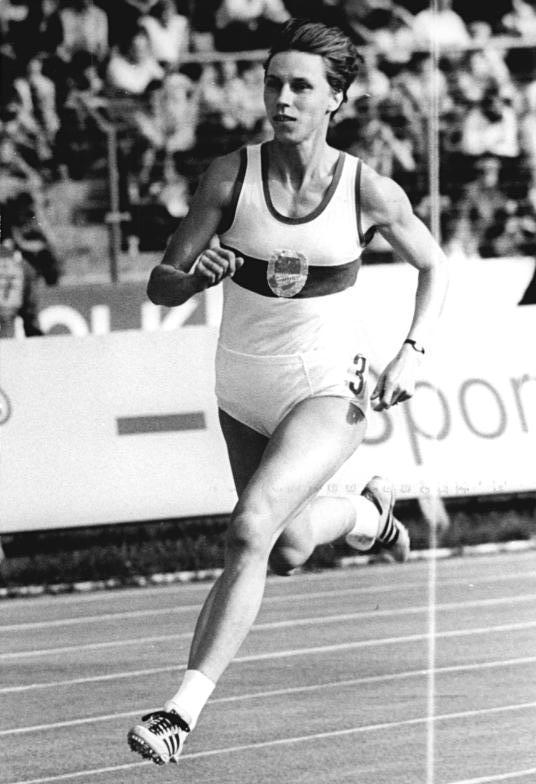
1982 als erste deutsche Einzelsportlerin siegreich: die DDR-Leichtathletin Marita Koch

Am häufigsten beim Referendum Gazzetta als Weltsportler ausgezeichnet wurde der jamaikanische Leichtathlet Usain Bolt (sechs Siege). Bei den Frauen wurde die italienische Schwimmerin Federica Pellegrini am häufigsten ausgezeichnet (drei Siege). Bei den Männern wurden dem kanadischen Leichtathleten Ben Johnson (Sieger 1987) und dem US-amerikanischen Profi-Radrennfahrer Lance Armstrong (Sieger 1999) nachträglich Doping nachgewiesen.
Am häufigsten vertretene Sportart unter den Gewinnern ist bei den Männern (22 Siege) und den Frauen (18 Siege) die Leichtathletik und bei den Mannschaften der Fußball (23 Siege). Bei der Wahl 2019 wurde erstmals die Kategorie Weltmannschaft des Jahres („Squadre mondo“) nach Männern („Squadre uomini“) und Frauen („Squadre donne“) aufgeteilt.
| Jahr | Weltsportler des Jahres (Uomini mondo) | Weltsportlerin des Jahres (Donne mondo) | Weltmannschaft des Jahres (Squadre mondo, seit 2019: Squadre uomini / Squadre donne)                                     |
| ---- | -------------------------------------- | --------------------------------------- | --- |
| 1978 | Henry Rono (Leichtathletik)            | Sara Simeoni (Leichtathletik)           | Argentinische Fußballnationalmannschaft der Männer                                                                       |
| 1979 | Sebastian Coe (Leichtathletik)         | Mary T. Meagher (Schwimmen)             | Sowjetische Basketballnationalmannschaft der Männer                                                                      |
| 1980 | Pietro Mennea (Leichtathletik)         | Tatjana Kasankina (Leichtathletik)      | Deutsche Fußballnationalmannschaft der Männer                                                                            |
| 1981 | Sebastian Coe (Leichtathletik)         | Olga Bitscherowa (Geräteturnen)         | Olga Bitscherowa, Natalja Ilijenko, Jelena Dawydowa, Marija Filatowa, Stella Sacharowa und Elena Polewaja (Geräteturnen) |
| 1982 | Daley Thompson (Leichtathletik)        | Marita Koch (Leichtathletik)            | Italienische Fußballnationalmannschaft der Männer                                                                        |
| 1983 | Carl Lewis (Leichtathletik)            | Tamara Bykowa (Leichtathletik)          | Australia II (Segeln) |
| 1984 | Carl Lewis (Leichtathletik)            | Valerie Brisco-Hooks (Leichtathletik)   | Stefan Edberg, Anders Järryd, Henrik Sundström und Mats Wilander (Tennis)                                                |
| 1985 | Serhij Bubka (Leichtathletik)          | Marita Koch (Leichtathletik)            | Juventus Turin (Fußball)                                                                                                 |
| 1986 | Diego Maradona (Fußball)               | Heike Drechsler (Leichtathletik)        | Argentinische Fußballnationalmannschaft der Männer                                                                       |
| 1987 | Ben Johnson* (Leichtathletik)          | Steffi Graf (Tennis)                    | Griechische Basketballnationalmannschaft der Männer                                                                      |
| 1988 | Carl Lewis (Leichtathletik)            | Kristin Otto (Schwimmen)                | McLaren-Honda (Formel 1)                                                                                                 |
| 1989 | Greg LeMond (Radsport)                 | Vreni Schneider (Ski Alpin)             | AC Mailand (Fußball) |
| 1990 | Stefan Edberg (Tennis)                 | Merlene Ottey (Leichtathletik)          | Deutsche Fußballnationalmannschaft der Männer                                                                            |
| 1991 | Carl Lewis (Leichtathletik)            | Katrin Krabbe (Leichtathletik)          | Guy Forget und Henri Leconte (Tennis)                                                                                    |
| 1992 | Miguel Indurain (Radsport)             | Krisztina Egerszegi (Schwimmen)         | US-amerikanische Basketballnationalmannschaft der Männer                                                                 |
| 1993 | Miguel Indurain (Radsport)             | Krisztina Egerszegi (Schwimmen)         | Jon Drummond, Andre Cason, Dennis Mitchell und Leroy Burrell (Leichtathletik, 4-mal-100-Meter-Staffel)                   |
| 1994 | Leroy Burrell (Leichtathletik)         | Manuela Di Centa (Skilanglauf)          | Brasilianische Fußballnationalmannschaft der Männer                                                                      |
| 1995 | Haile Gebrselassie (Leichtathletik)    | Gwen Torrence (Leichtathletik)          | Italienische Volleyballnationalmannschaft der Männer                                                                     |
| 1996 | Michael Johnson (Leichtathletik)       | Marie-José Pérec (Leichtathletik)       | Arnaud Boetsch, Guy Forget, Cédric Pioline und Guillaume Raoux (Tennis)                                                  |
| 1997 | Wilson Kipketer (Leichtathletik)       | Ana Fidelia Quirot (Leichtathletik)     | Williams-Renault (Formel 1)                                                                                              |
| 1998 | Marco Pantani (Radsport)               | Marion Jones (Leichtathletik)           | Französische Fußballnationalmannschaft der Männer                                                                        |
| 1999 | Lance Armstrong* (Radsport)            | Gabriela Szabo (Leichtathletik)         | Manchester United (Fußball)                                                                                              |
| 2000 | Pieter van den Hoogenband (Schwimmen)  | Marion Jones* (Leichtathletik)          | Französische Fußballnationalmannschaft der Männer                                                                        |
| 2001 | Michael Schumacher (Formel 1)          | Inge de Bruijn (Schwimmen)              | Ferrari (Formel 1) |
| 2002 | Michael Schumacher (Formel 1)          | Serena Williams (Tennis)                | Brasilianische Fußballnationalmannschaft der Männer                                                                      |
| 2003 | Michael Phelps (Schwimmen)             | Paula Radcliffe (Leichtathletik)        | Englische Rugby-Union-Nationalmannschaft                                                                                 |
| 2004 | Michael Phelps (Schwimmen)             | Valentina Vezzali (Fechten)             | Argentinische Basketballnationalmannschaft der Männer                                                                    |
| 2005 | Roger Federer (Tennis)                 | Jelena Issinbajewa (Leichtathletik)     | Neuseeländische Rugby-Union-Nationalmannschaft                                                                           |
| 2006 | Roger Federer (Tennis)                 | Laure Manaudou (Schwimmen)              | Italienische Fußballnationalmannschaft der Männer                                                                        |
| 2007 | Roger Federer (Tennis)                 | Justine Henin (Tennis)                  | Südafrikanische Rugby-Union-Nationalmannschaft                                                                           |
| 2008 | Usain Bolt (Leichtathletik)            | Jelena Issinbajewa (Leichtathletik)     | Nesta Carter, Michael Frater, Usain Bolt, Asafa Powell (Leichtathletik, 4-mal-100-Meter-Staffel)                         |
| 2009 | Usain Bolt (Leichtathletik)            | Federica Pellegrini (Schwimmen)         | FC Barcelona (Fußball)                                                                                                   |
| 2010 | José Mourinho (Fußball)                | Lindsey Vonn (Ski Alpin)                | Spanische Fußballnationalmannschaft der Männer                                                                           |
| 2011 | Lionel Messi (Fußball)                 | Federica Pellegrini (Schwimmen)         | FC Barcelona (Fußball)                                                                                                   |
| 2012 | Usain Bolt (Leichtathletik)            | Lindsey Vonn (Ski Alpin)                | Spanische Fußballnationalmannschaft der Männer                                                                           |
| 2013 | Usain Bolt (Leichtathletik)            | Serena Williams (Tennis)                | FC Bayern München (Fußball)                                                                                              |
| 2014 | Vincenzo Nibali (Radsport)             | Tina Maze (Ski Alpin)                   | Deutsche Fußballnationalmannschaft der Männer                                                                            |
| 2015 | Usain Bolt (Leichtathletik)            | Flavia Pennetta (Tennis)                | FC Barcelona (Fußball)                                                                                                   |
| 2016 | Usain Bolt (Leichtathletik)            | Simone Biles (Geräteturnen)             | Leicester City (Fußball)                                                                                                 |
| 2017 | Roger Federer (Tennis)                 | Federica Pellegrini (Schwimmen)         | Real Madrid (Fußball) |
| 2018 | Lewis Hamilton (Formel 1)              | Mikaela Shiffrin (Ski Alpin)            | Französische Fußballnationalmannschaft (Fußball)                                                                         |
| 2019 | Eliud Kipchoge (Leichtathletik)        | Mikaela Shiffrin (Ski Alpin)            | Männer: FC Liverpool (Fußball) Frauen: US-amerikanische Fußballnationalmannschaft der Frauen                             |
| 2020 | Lewis Hamilton (Formel 1)              | Federica Brignone (Ski Alpin)           | FC Bayern München (Fußball)                                                                                              |

* = Gewinner wurde später des Dopings überführt.